# Crazy Lixx
I Crazy Lixx sono un gruppo musicale hair metal svedese formatosi a Malmö nel 2002.

## Storia del gruppo
Nati nel 2002 a Malmö in Svezia, entrano subito tra le band più promettenti del prolifico panorama hair metal svedese. Il sound espresso dal quartetto scandinavo si rivela fortemente in debito con band come Bon Jovi, Skid Row, Warrant, Trixter, Danger Danger e Vain. Dopo qualche anno di gavetta, si faranno conoscere al grande pubblico col singolo Heroes are forever pubblicato il 2 gennaio 2007 e che permette loro di ottenere responsi entusiastici dai media, nonché un contratto discografico con la Sweden Metal Records. Questo permetterà alla band di realizzare il primo album in studio.
Loud Minority esce il 15 novembre 2007, preceduto dal singolo Want it. L'album ha un immediato successo, entrando nella top 20 delle charts svedesi e consentendo alla band di avere una nomination al Sweden Metal Awards 2008 come miglior artista glam/sleazy.
Considerato la loro crescente notorietà, vengono scelti dagli Hardcore Superstar come band di supporto nel tour 2008 in UK dal 17 gennaio al 23 dello stesso mese. Proprio in corrispondenza di questo tour viene proposto a Vic Zino, chitarrista della band, di unirsi agli Hardcore Superstar. Dopo un breve periodo di indecisione, Zino accetta l'offerta e la sua ormai ex band è costretta a dare il via a delle audizioni per cercare il suo sostituto. La ricerca può dirsi conclusa appena dopo il primo incontro: Andy Dawson, ex chitarrista degli Sharp, entra nel gruppo nella primavera del 2008.
Il secondo album della band New Religion viene pubblicato il 20 marzo 2010 per la Frontiers Records e conferma tutte le qualità emerse nel debut, nonché il talento del giovane chitarrista Andy Dawson. Nel 2011 viene annunciata l'uscita del nuovo album Riot Avenue (prevista per il 2012) che vede contemporaneamente l'entrata nel gruppo di Edd Liam come secondo chitarrista e il successivo abbandono della band da parte di Luke Rivano (che comunque parteciperà alle registrazioni del nuovo album). Quest'ultimo sarà poi sostituito da Jens Sjöholm, che prenderà parte al tour di sostegno di Riot Avenue del 2012.
Anticipato dai singoli XIII e Snakes in Paradise e dal videoclip Wild Child, il 21 aprile 2017 viene pubblicato Ruff Justice il quinto album in studio della band. Tre brani tra cui appunto la canzone "XII" ispirata al film Venerdì 13, vengono incluse nella colonna sonora e nel tema principale del nuovo videogioco omonimo Friday the 13th: The Game.

## Formazione

### Formazione attuale
- Danny Rexon - voce, chitarra (2002-oggi)
- Joèl Cirera - percussioni, cori (2002-oggi)
- Jens Sjöholm - basso, cori (2012-oggi)
- Chrisse Olsson – chitarra (2016–oggi)
- Jens Lundgren – chitarra (2016–oggi)

### Ex componenti
- Vic Zino - chitarra, cori (2002-2008)
- Loke Rivano - basso, cori (2005-2011)
- Christian Edvardsson (Edd Liam) – chitarra (2010–2015)
- Andreas Eriksson (Andy Zäta) - chitarra, cori (2008-2015)

## Discografia

### Album in studio
- 2007 – Loud Minority
- 2010 – New Religion
- 2012 – Riot Avenue
- 2014 – Crazy Lixx
- 2017 – Ruff Justice
- 2019 – Forever wild
- 2021 – Street Lethal

### Singoli
- 2005 – Do or Die
- 2007 – Heroes are forever
- 2007 – Want it
- 2008 – Make Ends Meets
- 2010 –  Blame It On Love
- 2010 – Rock And A Hard Place
- 2012 – Riot Avenue